# آلیس سیلی هریس
آلیس سیلی هریس (به انگلیسی: Alice Seeley Harris) (۲۴ می ۱۸۷۰–۲۴ نوامبر ۱۹۷۰) از میسیونرهای انگلستانی و در اوایل عکاس مستند بود. عکس‌های او به افشای نقض حقوق بشر در ایالت آزاد کنگو در رژیم پادشاه بلژیک لئوپولد دوم کمک کرد.

## خانواده و ریشه
آلیس سیلی در مالمزبری در خانواده آلدرد و کارولین سیلی متولد شد. خواهرش، کارولین آلفردا، معلم مدرسه بود.

## حرفه
در سال ۱۸۸۹، در ۱۹ سالگی، آلیس وارد خدمات دولتی شد و بعداً به دفتر حسابدار عمومی در اداره پست عمومی لندن منصوب شد. آلیس اوقات فراغت خود را به دستور فردریک برادرتون مایر در کلیسای کوچک ریجنت پارک و بعداً کلیسای مسیح در لمبث اختصاص داد.
آلیس خدمات دولتی را ترک کرد تا وارد Doric Lodge گردد، کالج آموزشی کشورهای خارج از اتحادیه میسیونر شود.
چهار روز بعد، به عنوان ماه عسل، آلیس به همراه جان با کشتی اس اس کامرون به عنوان مبلغین مذهبی به ایالت آزاد کنگو رفتند.
آلیس از آنچه در آنجا شاهد بود وحشتزده و اندوهگین شد و شروع به مبارزات انتخاباتی برای به رسمیت شناخته شدن حقوق بشر بومیان کنگو کرد.

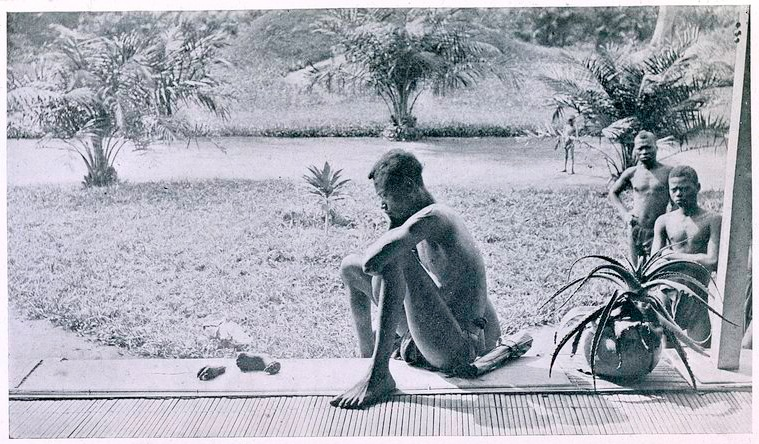
نسلا از والا در کنگو به دست و پای بریده شده دختر پنج ساله خود نگاه می‌کند